# Мяделка (река)
Мя́делка, или Мя́делька  (бел. Мядзелка) — река в Беларуси, протекает по территории Минской и Витебской областей, правый приток Бирветы.
Длина реки — 50 км, площадь водосборного бассейна — 775 км², среднегодовой расход воды в устье — 6 м³/с. Река вытекает из озера Мядель в Мядельском районе, протекает в Поставском районе, где и впадает в Бирвету. Устье в 1,5 км северо-западнее деревни Бирвито. Ширина реки — от 10—15 м у озера Мядель, до 20 м в низовьях. Пойма шириной 100—200 м, долина — до 400 м.
К бассейну Мяделки относится водосбор Мядельской группы озёр и некоторых других (Должа). Крупнейший приток — Лучайка (46 км). На реке расположен город Поставы.
Название реки имеет финно-угорское происхождение: mets (эст.), metse (фин.) — «лес», ель (коми) — «лесной ручей, речка». Таким образом, Мяделка — «лесная речка».